# Renzo Novatore
Renzo Novatore (12 de maig de 1880 - 29 de novembre de 1922) és el pseudònim d'Abele Rizieri Ferrari, un anarquista individualista de tendència il·legalista italià. És conegut pel seu escrit Cap al buit creador (Verso il nulla creatore) i se l'associa amb el futurisme d'esquerres. El seu pensament està influenciat per Max Stirner, Friedrich Nietzsche, Georges Palante, Oscar Wilde, Henrik Ibsen, Arthur Schopenhauer i Charles Baudelaire.

## Vida
Abele Ricieri Ferrari va néixer a Arcola (Ligúria), Itàlia, el 12 de maig de 1890 en una família agrícola pobra. Mai es va ajustar a la disciplina escolar i abandonà l'escola el seu primer any i mai hi va tornar. Mentre treballava a la terra del seu pare, ell s'autoeducà donant èmfasi a la poesia i la filosofia. Al seu poble, estava rodejat per una vibrant escena anarquista a la qual va començar a apropar-se.
Va descobrir Errico Malatesta, Kropotkin, Ibsen i Nietzsche, a qui Novatore citava extensivament, i especialment Max Striner. Des del 1908 va abraçar l'anarquisme individualista. El 1910, se'l va imputar per cremar una església local i va passar tres mesos a la presó, però la seva participació en el foc mai fou comprovada. Un any després, estigué en la clandestinitat durant alguns mesos perquè la policia el buscava per robar. El 30 de setembre de 1911, la policia el va arrestar per vandalisme. Ell justificava el rebuig de la feina i, d'acord amb la seva filosofia de vida, assumia l'expropiació individual per allò que necessitava i l'ús de la força no era un problema per a ell.
El 1914 començà a escriure per a diaris anarquistes. Fou cridat a complir el servei militar obligatori el 1912, però fou rebutjat per causes desconegudes. Quan esclatà la Primera Guerra Mundial, va desertar del seu regiment el 26 d'abril de 1918 i fou sentenciat a mort per un tribunal militar per deserció i traïció el 31 d'octubre del mateix any.
Novatore estava casat i tenia dos fills en aquell temps. Als últims mesos de 1918, el seu fill més jove va morir i Novatore va tornar a casa seva arriscant-se a l'arrest per donar-li al seu fill l'últim adéu.
Estava involucrat en un col·lectiu anarcofuturista a La Spezia, que liderava juntament amb Auro d'Arcola per actuar en el grup antifeixista militant Arditi del Papolo. Era amic proper d'Enzo Martucci i Bruno Filippi. Novatore va escriure per a diaris anarquistes com Cronaca Libertaria, Il libertario Iconoclastal, Gli Scamiciati, Nichilismo, Pagine Libere, en què debatia amb altres anarquistes com Camillo Berneri. Fins i tot, publicà una revista titulada Vertice.
Al maig de 1919 la ciutat de La Spezia va caure sota control de l'autoproclamat Comitè Revolucionat i va lluitar juntament amb aquest. El 30 de juny del mateix any, Novatore s'amagà en un refugi al camp prop de la ciutat de Sarzana. Un agricultor va informar la policia de la seva presència i Novatore fou sentenciat a deu anys de presó, però va sortir en llibertat en una amnistia general pocs mesos després. Al principi de 1920, Itàlia estava a punt de ser presa pel feixisme. Aleshores, va decidir tornar a la clandestinitat i el 1922 es va unir a la colla liderada per l'anarquista Sante Pollastro.
Novatore fou assassinat pels carabinieri a Tèglia, prop de Gènova, el 29 de novembre de 1922 mentre anava amb Pollastro, però aquest aconseguí escapar. Al cos sense vida de Novatore, la policia va trobar alguns documents falsos, una pistola i algunes bales, una granada de mà i un anell amb un contenidor secret amb una dosi letal de cianur.

## L'anarquisme individualista de Novatore
Novatore parlava de l'heroica bellesa de l'anticol·lectivista i creador jo que està més enllà de les maneres i la moral, tant de la burgesia com del proletariat. Deia que la seva situació era d'un viure al regne dels fantasmes, utilitzant el llenguatge de Stirner. Amb aquest títol d'un dels seus assaigs, volia fer al·lusió al conformisme social que sentia al seu voltat i deia:
| « | El món és una església petulant, cobdiciosa i llimosa, on tots tenen un ídol per adorar com a fetitxe i un altar al qual sacrificar-se a si mateixos. | » |

Quant a la societat actual va dir:
| « | Progrés i civilització, religió i ideal han tancat la vida en un cercle mortal on els fantasmes més austers han erigit el seu regne viscós. És el moment d'eliminar-los! Hem de trencar el cercle violentament i sortir. | » |

Com a sortida d'aquesta situació, opinava que...
| « | ...la revolució és el foc de la nostra voluntat i la necessitat de les nostres ments solitàries; és una obligació de l'aristocràcia llibertària: crear nous valors ètics, crear nous valors estètics, fer comuna la riquesa material i individualitzar la riquesa espiritual. Això, ja que nosaltres —violents celebradors i sentimentalistes passionals— al mateix temps sabem i comprenem que la revolució és una necessitat de la tristesa silenciosa que pateix a la base i una necessitat dels esperits lliures que pateixen als cims. | » |

Al mateix temps, resumeix les tres opcions a la vida com:
| « | el corrent de l'esclavitud, el corrent de la tirania, el corrent de la llibertat! Amb la revolució, l'últim d'aquests corrents necessita explotar en els altres i atabalar-los. Té la necessitat de crear bellesa espiritual, ensenyar als pobres la vergonya de la seva pobresa, i als rics la vergonya de la seva riquesa. | » |

També manifesta que només la riquesa ètica i espiritual són invulnerables. És aquesta la veritable propietat dels individus. La resta no! La resta és vulnerable! I tot allò que és vulnerable serà violat!
Novatore anomena aquests semblants com a anarquistes. I individualistes, i nihilistes, i aristòcrates i els amants de tot miracle, els promotors de tot prodigi, els creadors de tota meravella!; els enemics de tota dominació material i tota equiparació espiritual. Accepta el nihilisme però nega el "nihilisme cristià", ja que creu que nega la vida. Diu que ja que l'única gent seriosa és aquella que sap quan és el moment de riure, i quant als individualistes, cal que vagin endavant cap a la destrucció de les mentides i dels fantasmes! Endavant, cap a la completa conquesta de la individualitat i de la vida!

## Influència
El famós anarquista italoargentí Severino Di Giovanni dedicà un poema a Novatore poc després de saber que havia mort. Posteriorment, Di Giovanni establirà el Grup Anarquista individualista Renzo Novatore, el qual s'inclou dins de l'Aliança Antifeixista Italiana a Argentina.
Renzo Novatore ha rebut atenció recentment en la tendència coneguda com a anarquia postesquerra, com es pot veure en els escrits de Wolfi Landstreicher. En la seva introducció a Cap al buit creatiu de Renzo Novatore, Landstreicher escriu que:
| « | És difícil trobar escrits anarquistes en anglès que siguin al mateix temps individualistes i explícitament revolucionaris, que emfasitzin el centralisme de l'objectiu de l'autodeterminació individual a una revolució que faria comuna la riquesa material i que individualitzaria la riquesa espiritual. Per aquesta i altres raons he decidit traduir Cap al buit creatiu de Renzo Novatore i publicar alguns dels seus escrits més petits. | » |

En un article anomenat Cap a on ara? Alguns pensaments sobre la creació de l'anarquia, Wolfi Landstreicher, escrivint com a Feral Faun, diu que:
| « | Aleshores deixarem d'estar solament als marges de la societat i cadascú, com a individus salvatges i únics, ens convertirem en el centre d'un projecte insurreccional que podria destruir la civilització lliurement i crear un món en el qual viuríem, ens relacionaríem i creuríem lliurement, tal com ens moguin els nostres desitjos. Ens convertirem —citant Renzo Novatore una altra vegada— en una ombra que eclipsi qualsevol forma de societat que pugui existir sota el Sol. | » |